# Schimberg
Schimberg település Németországban, azon belül Türingiában. Lakosainak száma 2139 fő (2023. december 31.). Schimberg Geismar, Großbartloff és Wachstedt községekkel határos.

## Népesség
A település népességének változása:
| Lakosok száma | 2209 | 2193 | 2155 | 2151 | 2139 |
|               | 2017 | 2019 | 2021 | 2022 | 2023 |